# Revolutionary War Cemetery

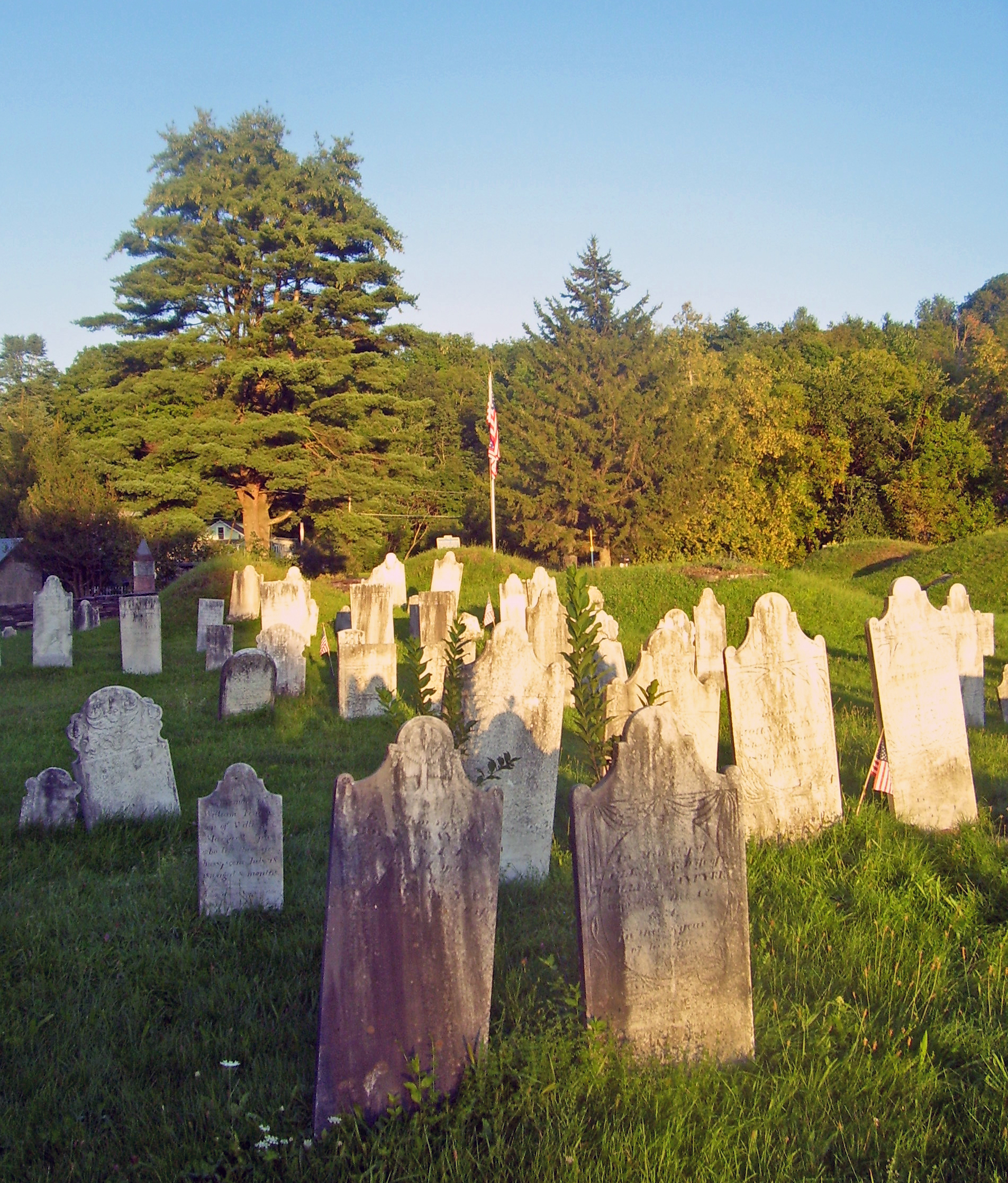
Gräber und Hügelgräber im Hintergrund (2008)

Der Revolutionary War Cemetery, der auch als Old Salem Burying Ground bekannt ist, ist ein Friedhof an der Archibald Street, gleich an der New York State Route 22 im Salem, New York in den Vereinigten Staaten. Es ist ein 1,1 Hektar großes Areal mit mehr als eintausend Gräbern, von denen mindestens 100 solche von Veteranen aus dem Amerikanischen Unabhängigkeitskrieg sind.
Der Friedhof wurde bereits vor dem Unabhängigkeitskrieg begründet, wurde jedoch zur Begräbnisstätte für Opfer dieses Krieges, als etwa einhundert Gefallene nach der Schlacht von Saratoga, die ganz in der Nähe stattfand, hier in einem Massengrab bestattet wurden. Auf diesem Friedhof sind mehr Gefallene des Unabhängigkeitskrieges begraben als auf jedem anderen Friedhof im Washington County, möglicherweise im gesamten Bundesstaat. Der Friedhof litt einige Jahre unter Verwahrlosung, doch seit der Eintragung in das National Register of Historic Places im Jahr 2003 wurde der Niedergang langsam umgekehrt.

## Areal
Der Friedhof erstreckt sich in südwestlicher Richtung an der Südseite der Archibald Street. Er hat eine nahezu rechteckige Fläche, die von einer Mauer aus Schiefer umgeben ist. Diese ist etwa einen Meter hoch und 75 cm dick. An der Südseite befindet sich Farmland. Die Umgebung besteht aus Wohnhäusern, die Häuser auf der anderen Straßenseite sind klein. Vom Friedhofsgelände aus blickt man auf die umliegende Hügellandschaft, der Friedhof selbst ist flach, es gibt jedoch einige Grabhügel. An der Nordseite grenzt der Friedhof an den Salem Historic District.
Am Haupteingang des Friedhofes, der aus zwei schmiedeeisernen Toren – eines für Fußgänger und eines für Fahrzeuge – besteht, sind an Pfeilern aus Granit zwei Schilder angebracht. Bei dem einen handelt es sich um einen zweiseitigen Obelisk aus Marmor, dessen Inschrift die hier begrabenen Veteranen ehrt und darauf hinweist, dass es 1933 gemeinsam von der Town und dem Bundesstaat aufgestellt wurde. Es gilt als historisch beitragend zu dem Gelände. Das andere Schild ist eine blau-gelbe Gedenktafel, die denen ähnelt, die vom Staat aufgestellt werden. Dieses wurde 1962 vom Village aufgestellt.
Auf dem Gelände führt ein breiter Weg über den Friedhof. Erf führt an eine Gruppe von Familien-Hügelgräbern vorbei und erreicht den Hauptbereich des Friedhofs, wo viele Grabsteine aus Marmor aufgestellt sind. Die meisten von ihnen sind nach Osten gerichtet, was im 18. Jahrhundert die bevorzugte Ausrichtung für Gräber widerspiegelt. Die genaue Zahl war nicht bekannt, bis eine Zählung der Daughters of the American Revolution 1954 ergab, dass die Zahl der Gräber aus der Zeit zwischen 1769 und 1923 sich auf 1040 beläuft. 1998 wurde nochmals gezählt und 58 weitere Gräber wurden gefunden, sodass sich insgesamt 1098 Gräber auf dem Friedhof befinden.
Es gibt einige Grabsteine am Fuß des Grabes und 10 Grabplatten aus Schiefer, bei der Mehrheit der Grabsteine handelt es sich jedoch um üblich aufgestellte Grabsteine. Die ältesten Gräber sind an der Nordseite verstreut, darunter drei aus rotem Sandstein, einem seltenen Material auf einen Friedhof aus dem 18. Jahrhundert im Washington County. Viele der Grabsteine sind ungewöhnlich bearbeitet.

## Geschichte
Der Friedhof wurde einige Jahre nach der Besiedlung Salems gegründet. Salem wurde durch eine Einwanderern aus Massachusetts und religiösen Flüchtlingen aus Irland besiedelt. Das erste nachgewiesene Begräbnis ist das von Solomon Barr im Jahr 1767, dem Jahr, in dem der Friedhof formell gegründet wurde. Die örtliche Legende berichtet, dass ein unbekannter Indianer, der in die Siedlung gekommen war und da starb, der nächste auf dem Friedhof beerdigte Tote war. Der älteste existierende Grabstein ist der von Abram Savage, der 1769 im Alter von 18 Jahren starb.
Viele der frühen Begräbnisse auf dem Friedhof waren Personen von regionaler historischer Bedeutung, etwa James Turner, dessen Familie große Ländereien besaß, Joshua Conkey und seine Frau Dinah, die beide an der Schlacht von Bennington ganz in der Nähe anwesend waren oder St. John Honeywood, ein Absolvent der Yale University und zweiter Direktor der örtlichen Schule. Honeywood war auch Dichter und Maler und seine Version von Darby and Joan wird noch heute in Anthologien aufgenommen.
Die ortsansässigen Männer, die auf dem Friedhof begraben sind und während des Unabhängigkeitskrieges fielen, waren zumeist Mitglieder der White Creek Militia, die einige Zeit später Teil der Kontinentalarmee wurde. Außer den Schlachten von Bennington und Saratoga, waren einige in Kämpfe weiter weg von der Heimat verwickelt, etwa bei der Schlacht von Monmouth. Es sind ungefähr einhundert Namen von Veteranen bekannt. Wenn die Angabe sich als korrekt erweist, dass das nach der Schlacht von Saratoga eingerichtete Massengrab rund einhundert Gefallene enthält, ist der Friedhof einer der größten Friedhöfe von Soldaten aus dem Unabhängigkeitskrieg in den Vereinigten Staaten.
Der ortsansässige Steinmetz Zeruabel Collins hat mindestens 36 der Grabsteine auf dem Friedhof geschaffen, auch das von Savage, dem ersten Bestatteten. Seine frühe Friedhofskunst ähnelt der seines Vaters, der denselben Beruf ausübte. Spätere Grabsteine zeigen jedoch seinen eigenen Stil, dessen Motive sich durch ein tiefgeschnittenes Gesicht und hervorragendem Kinn sowie Flügeln, die sich davon ausbreiten, charakterisieren lassen. Das Motiv ist üblicherweise oberhalb eines verschlungenen, schneckenartigen Blumenmotivs positioniert.
Ebenfalls ungewöhnlich sind die von Rasen bedeckten Grabhügel. Diese beruhen womöglich auf einem aus Schottland oder Irland mitgebrachten Brauch der Siedler von dort. Diese bestehen aus trocken verlegten Schiefersteinen und weisen einen nach Osten gerichteten römischen Bogen auf, der mit Steinen versiegelt und mit einem eisernen Tor verschlossen ist.
1791 schuf die Town ein Komitee aus Mitgliedern der beiden Presbyterianergemeinden Salems, um den Friedhof zu verwalten, einen Aufseher anzustellen und eine Einsäumung zu bauen, die Grabsteindiebstahl und illegale Begräbnisse verhindern sollte. Es sieht so aus, dass letzteres erst 1870 erfolgte, als das notwendige Geld verfügbar war. Dreißig Jahre später wurde im Jahr 1821 der älteste Verstorbene in der Geschichte des Friedhofes begraben, der im Alter von 104 Jahren verblichene John McNish. Fast vier Jahrzehnte später wurde westlich des Ortes ein neuer parkähnlicher Friedhof eröffnet und die Zahl der neuen Begräbnisse auf dem Revolutionary War Cemetery ging zurück. Nach 1898 fand nur noch ein einziges Begräbnis statt, das von John Gillis im Jahr 1923, was mit einer besonderen Erlaubnis durchgeführt wurde.
1999 wurde das Salem Cemetery Committee gegründet, um sowohl der Revolutionary War Cemetery als auch zwei weitere Friedhöfe in der Town of Salem zu restaurieren und sich um die notwendigen Belange zu kümmern. Das Komitee fotografierte alle Grabsteine und stellte dabei fest, dass die Hälfte von ihnen umgefallen war oder die Gefahr bestand. Andere waren überwachsen und hatten sich in den Boden eingegraben. Ein Blitzschlag beschädigte später einen Teil der Mauer.